# Don Costa
Dominick P. Costa (Boston, 10 luglio 1925 – New York, 19 gennaio 1983) è stato un arrangiatore, compositore e produttore discografico statunitense di origini italiane.

## Biografia
Nato a Boston da una famiglia di origini italiane, imparò a suonare la chitarra fin da ragazzino. Negli anni quaranta si trasferì a New York per perfezionare i suoi studi musicali. Innovativi ed importanti i suoi arrangiamenti per il cantante canadese Paul Anka, nella seconda metà degli anni cinquanta.
Dalla collaborazione con l'allora giovanissimo Anka sono nati successi come Diana, You Are My Destiny, Crazy Love e molti altri. È stato arrangiatore e produttore di moltissime canzoni di Frank Sinatra, fra cui My Way, New York, New York, For Once in My Life, e gran parte dell'album Sinatra & Strings, del 1962. I due fondarono, insieme, l'etichetta discografica Reprise Records.
Negli anni seguenti collaborò per registrazioni discografiche con Sarah Vaughan, Barbra Streisand e Tony Bennett. Negli anni sessanta si trasferì a Hollywood e creò una sua etichetta, la DCP International, distribuita da United Artists che avrebbe scoperto e lanciato grandissimi talenti. Negli anni ottanta è stato arrangiatore di brani portati al successo dalla giovanissima figlia Nikka: uno per tutti, (Out Here) On My Own. Morì per un attacco cardiaco nel 1983 a New York lasciando la figlia che aveva solo undici anni.
Su Discogs è accreditato con 1182 tra canzoni composte e arrangiamenti.

## Discografia parziale
- 1958 - Music to Break a Sub-Lease
- 1960 - The Theme from "The Unforgiven"
- 1962 - Hollywood Premiere!
- 1966 - Days of Wine and Roses
- 1967 - Modern Delights
- 1969 - The Don Costa Concept
- 1981 - Don Costa Plays the Beatles